# Андреев, Николай Борисович
Николай Борисович Андреев — советский военный, государственный и политический деятель, генерал-майор.

## Биография
Родился в 1918 году в Смоленской области. Член КПСС.
С 1937 года — на военной службе, общественной и политической работе. В 1937—1982 гг. — курсант Саратовского военного училища войск НКВД, помощник начальника пограничного поста 52 морского пограничного отряда, начальник учебной заставы Окружной школы сержантского состава, заместитель начальника штаба, начальник штаба 39-го пограничного отряда войск МГБ, начальник 1-го отдела, начальник штаба Дальневосточного пограничного округа, начальник штаба оперативной группы погранвойск КГБ при Совете Министров СССР в Хабаровске, начальник оперативно-войскового отдела Краснознаменного Западного пограничного округа КГБ при Совете Министров СССР.
Избирался депутатом Верховного Совета Белорусской ССР 9-го и 10-го созывов.
Умер в Минске в 2008 году.